# NoteWorthy Composer

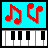

NoteWorthy Composer (NWC) is een programma voor muzieknotatie en kan gebruikt worden op zowat alle Microsoft Windows-besturi 7 ngssystemen. Het programma werkt ook op Linux in combinatie met de Wine-emulator. De eerste versie verscheen in oktober 1994, de laatste versie dateert van september 2015.
NWC is initieel bedoeld om bladmuziek te maken. Deze bestanden worden standaard opgeslagen in een eigen hexadecimaal formaat en krijgen de bestandsextensie NWC. Sinds versie 2 kan men het bestand ook bewaren als een tekstfile. Die tekstfile kan via een bijgeleverde Command-line-interface-tool geconverteerd worden naar tal van andere formaten.
Het programma kan MIDI-bestanden importeren, inclusief het "MIDI Karaoke"-formaat, om deze verder te bewerken of af te spelen.
De bladmuziek kan ook geëxporteerd worden naar het MIDI-formaat, als tekening onder het WMF-formaat of als tekening gekopieerd worden naar het klembord zodat het van daaruit naar diverse programma's overgezet kan worden.
In tegenstelling tot veel andere Windows-muzieknotatieprogramma's is NWC geen wysiwyg. In de Edit-mode toont het programma alle notenbalken van het ingeladen bestand lineair onder elkaar. De notenbalk start uiterst links en loopt rechts door zonder terugloop. Men ziet dus slechts de eerste maten van het stuk. Om de rest te bekijken, dient men naar rechts te scrollen. De notenbalken blijven naar rechts doorlopen tot en met het laatste muziekteken. In deze editor-mode wordt er geen gebruik gemaakt van pagina-eindes. Scrollen door de muziek kan met de pijltjestoetsen of schuifbalk. Wanneer men op de play-knop drukt zal de muziek beginnen te spelen vanaf de maat waarin de cursor staat. De noten die momenteel worden gespeeld, lichten op in het rood. Onderaan staat een virtueel keyboard waarop ook de toetsen van de overeenkomstige noten worden opgelicht.
In de preview mode worden de notenbalken met terugloop getoond en krijgt men een beeld hoe ze effectief zullen worden geprint. Het programma houdt automatisch rekening met de gekozen pagina-instellingen en zal ook maten bij elkaar houden ... In de preview mode kan men geen bewerkingen doen en kan men het stuk evenmin laten afspelen.
Ook in tegenstelling tot de meeste andere muzieknotatieprogramma's ondersteunt NWC geen computermuis om de noten te plaatsen. Dat gebeurt ofwel met een muziekkeyboard dat beschikt over een MIDI-controller of via het computertoetsenbord. Dit laatste gaat enorm snel vooruit in vergelijking met programma's waar men met de muis de noten een voor een plaatst. Met behulp van het numerieke gedeelte van het computerkeyboard kan men de meest gangbare nootlengtes selecteren en een eventueel bijhorende kruis, mol, herstellingsteken, enkele en dubbele puntering of overbinding instellen. Op de geselecteerde notenbalk staat een knipperend zwart blokje dat als cursor fungeert. Deze cursor wordt met de pijltjestoetsen of muiscursor op de gewenste plaats en toonhoogte gezet. Een noot effectief zetten op de plaats van die cursor kan enkel met de return-toets waarbij de noot ook wordt gespeeld. Om akkoorden te maken, dient men na het plaatsen van de eerste noot de toetsencombinatie CTRL+ENTER te gebruiken. Verder ondersteunt NWC alle meest gangbare muzieksymbolen zoals dynamiek en herhaling inclusief zaken zoals Da Capo en Dal Segno. Ten slotte kunnen er onder elke notenbalk tot 8 liedteksten worden geplaatst. Het maximaal aantal notenbalken is beperkt tot 255.
Een nadeel van het programma is een beperking in de vormgeving van de partituren ten opzichte van programma's zoals Sibelius, Finale of Harmony Assistant, die nog over tal van bijkomende toeters en bellen beschikken ten opzichte van NWC.
Van NWC is een demo-versie beschikbaar waarin een bestand tot 10 keer kan bewaard worden. Er is ook een gratis speler beschikbaar waardoor NWC toch als een standaardformaat wordt gezien. Vroeger bestond er nog een plug-in voor Internet Explorer maar deze werkt niet meer in de laatste versies van deze browser.